# Komentátor
Komentátor je autor komentáře jako publicistického útvaru (článku), jehož smyslem je osvětlit téma a upozornit zejména na přehlížené souvislosti. Tím se komentář odlišuje od zprávy, která obsahuje faktografická sdělení.